# NGC 4585
NGC 4585 este o galaxie spirală situată în constelația Părul Berenicei. A fost descoperită în 21 aprilie 1865 de către Heinrich Louis d'Arrest. Se află la o distanță de 99,08 de megaparseci de Pământ.